# Balzarowitz
Balzarowitz (polnisch Balcarzowice) (Schlesisch Walcyrzowice) ist eine Ortschaft in Oberschlesien. Sie liegt in der Gemeinde Ujest im Powiat Strzelecki (Landkreis Groß Strehlitz) in der Woiwodschaft Opole.

## Geographie

### Geographische Lage
Das Straßendorf Balzarowitz liegt 13 Kilometer nordöstlich vom Gemeindesitz Ujest, zehn Kilometer südöstlich der Kreisstadt Strzelce Opolskie (Groß Strehlitz) und 43 Kilometer südöstlich von der Woiwodschaftshauptstadt Opole. Der Ort liegt in der Wyżyna Śląska (Schlesisches Hochland) innerhalb der Chełm (Chelm). Westlich von Balzarowitz liegt ein weitläufiges Waldgebiet. Östlich des Dorfes liegt die Grenze zur Woiwodschaft Schlesien.

### Nachbarorte
Nachbarorte von Balzarowitz sind im Nordosten Skały (Skaal), im Osten Nakło (Nakło) und im Südwesten Schironowitz (Sieroniowice).

## Geschichte

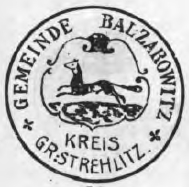
Altes Siegel der Gemeinde

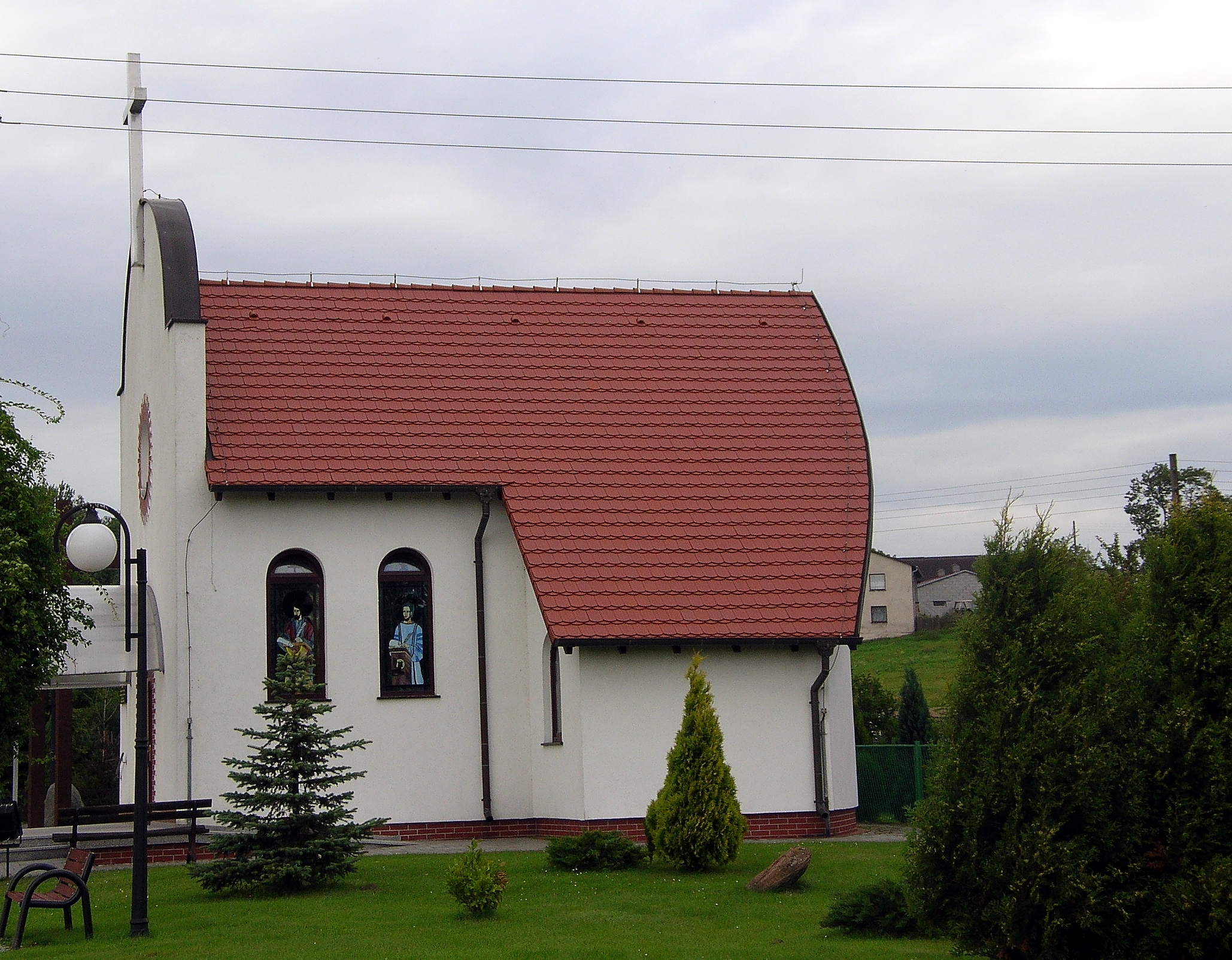
Kapelle

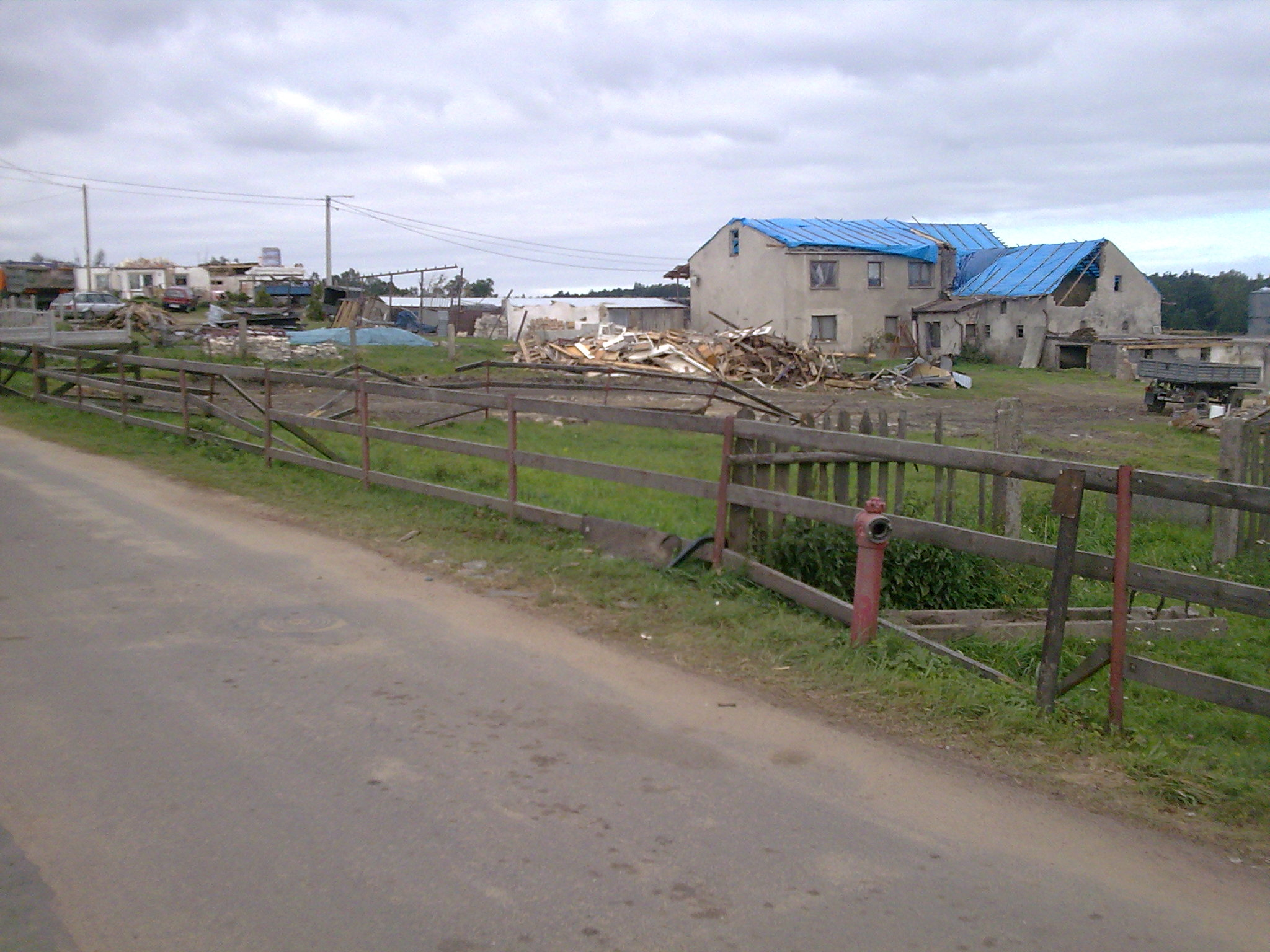
Zerstörte Häuser nach dem Tornado

Im westlich angrenzenden Wald bestand im 13. Jahrhundert eine Siedlung. Bis heute hat sich ein Erdwall erhalten. Der Ortsname leitet sich vom Personennamen Walcerz ab, das Dorf des Walcerz.
Nach der Neuorganisation der Provinz Schlesien gehörte die Landgemeinde Balzarowitz ab 1816 zum Landkreis Groß Strehlitz im Regierungsbezirk Oppeln. 1845 bestanden im Ort ein Vorwerk und 22 Häuser. Im gleichen Jahr zählte Balzarowitz 139 Einwohner, allesamt katholisch. 1865 hatte der Ort 321 Einwohner sowie 6 Bauern-, 8 Gärtner und 3 Häuslerstellen. Eingepfarrt waren die Bewohner nach Klein Kottulin im Landkreis Tost-Gleiwitz. 1874 wurde der Amtsbezirk Blottnitz gegründet, welcher die Landgemeinden Balczarzowitz, Blottnitz, Centawa, Groß Pluschnitz, Nogowschütz und Warmuntowitz und den Gutsbezirken Balczarzowitz Vorwerk, Blottnitz Vorwerk, Centawa Vorwerk, Groß Pluschnitz Vorwerk, Nogowschütz Vorwerk und Warmuntowitz Vorwerk umfasste.
Bei der Volksabstimmung am 20. März 1921 stimmten acht Wahlberechtigte für einen Verbleib bei Deutschland und 113 für Polen. Gleichwohl verblieb Balzarowitz beim Deutschen Reich. Ab 1933 führten die neuen nationalsozialistischen Machthabern groß angelegte Umbenennungen von Ortsnamen slawischen Ursprungs durch. 1936 wurde der Ort in Schönwiese umbenannt. Bis 1945 befand sich der Ort im Landkreis Groß Strehlitz.
In Folge des Zweiten Weltkrieges kam der Ort an Polen, wurde in Balcarzowice umbenannt und der Woiwodschaft Schlesien angeschlossen. 1950 wurde der Ort Teil der Woiwodschaft Opole und 1999 des wiedergegründeten Powiat Strzelecki. Am 15. August 2008 durchzog den Ort ein Tornado, der zuvor den Ort Schironowitz getroffen hatte und beschädigte mehrere Grundstücke. Danach zog er nach Błotnica Strzelecka (Blottnitz) weiter. Im November 2008 erhielt der Ort zusätzlich den amtlichen deutschen Ortsnamen Balzarowitz.

## Wappen
Alte Siegel und Stempel des Ortes zeigen einen nach rechts springenden Fuchs.

## Sehenswürdigkeiten
- Christopheruskapelle
- Gedenkstein der Tornadokatastrophe vom 15. August 2008
- Gedenkstein für beide Weltkriege